# Dorinel Munteanu
Dorinel Ionel Munteanu (nacido el 25 de junio de 1968, en Grădinari) es un exfutbolista y entrenador rumano que actualmente es el director técnico del SEPSI osk. Como futbolista jugó como centrocampista y destacó por su profesionalidad, sus pases y sus tiros desde lejos. Jugó en el Dinamo de Bucarest, el Colonia, el Wolfsburgo y el Steaua de Bucarest. 
Jugó en la selección de fútbol de Rumania entre 1991 y 2007 participando en dos mundiales de fútbol y desde el 30 de junio de 2006 se convirtió en el jugador rumano con más partidos en la selección, 134 en total.
Actualmente es entrenador del ASC Oțelul Galați de la Liga III.

## Trayectoria y palmarés
| Carrera profesional | Carrera profesional   | Carrera profesional                       |
| Periodo             | Club                  | Títulos                                   |
| ------------------- | --------------------- | ----------------------------------------- |
| 1986–1987           | Metalul Bocşa         |                                           |
| 1987–1988           | CSM Reşiţa            |                                           |
| 1988–1989           | Olt Scorniceşti       |                                           |
| 1989–1991           | Inter Sibiu           | 1991 - Copa de los Balcanes               |
| 1991–1993           | Dinamo Bucureşti      | 1992 - Campeonato Divizia A               |
| 1993–1995           | Cercle Brugge         |                                           |
| 1995–1999           | 1. FC Colonia         |                                           |
| 1999–2003           | VfL Wolfsburgo        |                                           |
| 2003–2005           | Steaua Bucureşti      | 2005 - Campeonato Divizia A               |
| 2005–2006           | CFR Cluj              |                                           |
| 2006–2007           | Argeş Piteşti         |                                           |
| 2007–2008           | FC Vaslui             |                                           |
| 2008–2009           | FC Universitatea Cluj |                                           |
| Como entrenador     |                       |                                           |
| 2005–2006           | CFR Cluj              |                                           |
| 2006–2007           | Argeş Piteşti         |                                           |
| 2007–2008           | FC Vaslui             |                                           |
| 2008–2010           | Universitatea Cluj    |                                           |
| 2008                | Steaua Bucureşti      |                                           |
| 2009                | Universitatea Cluj    |                                           |
| 2009–2012           | Oţelul Galaţi         | 2011 - Campeonato Liga I 2011 - Supercopa |
| 2012                | Dinamo București      |                                           |
| 2012–2013           | Mordovia Saransk      |                                           |
| 2013                | Kubán Krasnodar       |                                           |
| 2014                | Gabala FC             |                                           |
| 2015                | FC Astra Giurgiu      |                                           |
| 2016-2017           | Zakho FC              |                                           |
| 2018-2019           | Concordia Chiajna     |                                           |
| 2019-2020           | CSM Reșița            |                                           |
| 2021-               | Oțelul Galați         |                                           |

## Mundiales de Fútbol
Participó en 2 justas mundialistas en Estados Unidos 1994 y en Francia 1998 donde fue titular en todos los encuentros que disputó. 
| Mundial                        | Sede           | Resultado        |
| ------------------------------ | -------------- | ---------------- |
| Copa Mundial de Fútbol de 1994 | Estados Unidos | Cuartos de final |
| Copa Mundial de Fútbol de 1998 | Francia        | Octavos de final |